# Olympische Sommerspiele 1980/Leichtathletik
| Olympische Spiele 1980 Medaillenspiegel Leichtathletik | Olympische Spiele 1980 Medaillenspiegel Leichtathletik | Olympische Spiele 1980 Medaillenspiegel Leichtathletik | Olympische Spiele 1980 Medaillenspiegel Leichtathletik | Olympische Spiele 1980 Medaillenspiegel Leichtathletik | Olympische Spiele 1980 Medaillenspiegel Leichtathletik |
| Pl.                                                    | Land                                                   | Gold                                                   | Silber                                                 | Bronze                                                 | Total                                                  |
| ------------------------------------------------------ | ------------------------------------------------------ | ------------------------------------------------------ | ------------------------------------------------------ | ------------------------------------------------------ | ------------------------------------------------------ |
| 1                                                      | Sowjetunion                                            | 15                                                     | 14                                                     | 12                                                     | 41                                                     |
| 2                                                      | DDR                                                    | 11                                                     | 8                                                      | 10                                                     | 29                                                     |
| 3                                                      | Großbritannien                                         | 4                                                      | 2                                                      | 4                                                      | 10                                                     |
| 4                                                      | Italien                                                | 3                                                      | –                                                      | 1                                                      | 4                                                      |
| 5                                                      | Polen                                                  | 2                                                      | 4                                                      | 1                                                      | 7                                                      |
| 6                                                      | Äthiopien                                              | 2                                                      | –                                                      | 2                                                      | 4                                                      |
| 7                                                      | Kuba                                                   | 1                                                      | 2                                                      | 1                                                      | 4                                                      |
| 8                                                      | Tschechoslowakei                                       | –                                                      | 2                                                      | –                                                      | 2                                                      |
| 8                                                      | Tansania                                               | –                                                      | 2                                                      | –                                                      | 2                                                      |
| 10                                                     | Bulgarien                                              | –                                                      | 1                                                      | 1                                                      | 2                                                      |
| 10                                                     | Finnland                                               | –                                                      | 1                                                      | 1                                                      | 2                                                      |
| 12                                                     | Australien                                             | –                                                      | 1                                                      | –                                                      | 1                                                      |
| 12                                                     | Niederlande                                            | –                                                      | 1                                                      | –                                                      | 1                                                      |
| 12                                                     | Spanien                                                | –                                                      | 1                                                      | –                                                      | 1                                                      |
| 15                                                     | Jamaika                                                | –                                                      | –                                                      | 2                                                      | 2                                                      |
| 16                                                     | Brasilien                                              | –                                                      | –                                                      | 1                                                      | 1                                                      |
| 16                                                     | Frankreich                                             | –                                                      | –                                                      | 1                                                      | 1                                                      |
| Gesamt                                                 | Gesamt                                                 | 38                                                     | 39                                                     | 37                                                     | 114                                                    |
| Stabhochsprung Männer: 2 Bronzemedaillen vergeben      |                                                        |                                                        |                                                        |                                                        |                                                        |

Bei den XXII. Olympischen Spielen 1980 in Moskau fanden 38 Wettkämpfe – davon 24 für Männer und 14 für Frauen – in der Leichtathletik statt. Austragungsort war das Zentrale Leninstadion, auch als Luschniki-Stadion bezeichnet.

## Teilnehmer und Boykott
Auch bei zahlreichen früheren Austragungen Olympischer Spiele hatte es immer wieder Nationen gegeben, die durch ihre Teilnahmeverweigerung Zeichen hatten setzen wollen. Bei diesen Spielen in Moskau allerdings nahm der Boykott ein in dieser Form vorher nie erlebtes Ausmaß an. Ausführliche Informationen dazu finden sich im allgemeinen Teil zu den Olympischen Spielen 1980.
Wie in vielen anderen Sportarten auch führte der Boykott, dazu, dass zahlreiche Favoriten und Weltklasseathleten nicht am Start waren. Besonders fehlten natürlich die Leichtathleten aus den Vereinigten Staaten. Auch Sportler aus der Bundesrepublik Deutschland waren in Moskau nicht dabei. Bemerkbar macht sich in den Ergebnisübersichten auch der Umstand, dass einige Nationen nicht unter ihrer Nationalflagge, sondern unter neutraler IOC-Flagge. Das erscheint für diese Länder etwas ungewohnt.

## Stadion

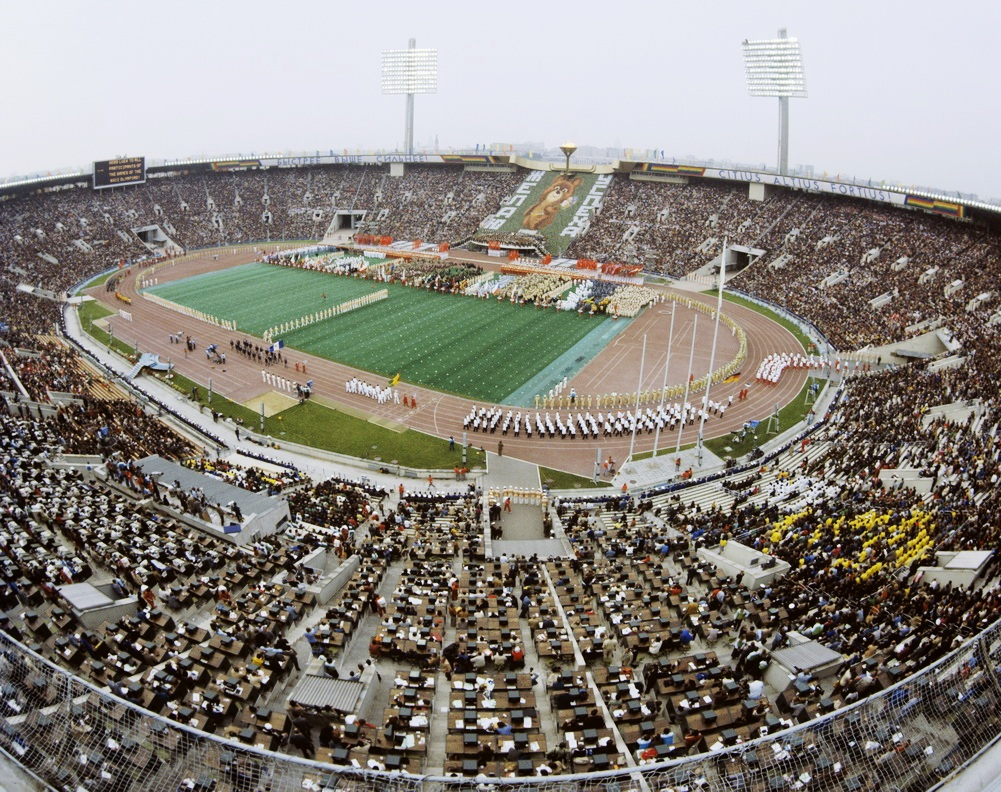
Das Luschniki-Stadion während der Eröffnungsfeier dieser Spiele

Das Zentrale Leninstadion, auch als Luschniki-Stadion bezeichnet, war bereits 1956 erbaut worden und diente der Nutzung sehr verschiedener Sportarten wie Fußball, Leichtathletik, Eishockey u. a. Für die 1980er Spiele wurde die Sportanlage umgebaut und modernisiert, um den gewachsenen Ansprüchen gerecht zu werden. Wie inzwischen üblich standen acht Bahnen zur Verfügung, sodass acht Teilnehmer an den Endläufen teilnehmen konnten. Dies wurde auch in den Wurfdisziplinen sowie im Weit- und Dreisprung für die letzten drei Finaldurchgänge wieder so praktiziert.

## Messtechnik
Der Einsatz elektronischer Messinstrumentarien war inzwischen Standard, und zwar sowohl bei den Zeiten der Läufer als auch den erzielten Weiten im Springen und Werfen. Die Lauf- und Gehzeiten wurden außer bei Streckenlängen von mehr als zehn Kilometern offiziell in Hundertstelsekunden ausgegeben. im Diskus-, Hammer- und Speerwurf wurde die erzielte Weite wie bisher auf gerade Zentimeter gerundet. In den Rekord- und Bestenlisten hatte sich die Beschränkung auf rein elektronisch ermittelte Werte, die mit zwei Nachkommastellen angegeben wurden, durchgesetzt. Das wirkte sich sehr positiv auf ein vorher gewisses Durcheinander in den Sprintstrecken aus.

## Wettbewerbe
Im Wettbewerbsangebot gab es zwei Änderungen: das bei den Olympischen Spielen 1976 gestrichene 50-km-Gehen wurde wieder ins Programm aufgenommen. Damit gab es hier in Moskau wie seit 1948 zwei Gehstrecken, die wie üblich auf der Straße ausgetragen wurden. Allerdings blieb das Gehen weiterhin nur den Männern vorbehalten. Die zweite Änderung betraf den Fünfkampf der Frauen. Dort wurde der 200-Meter-Lauf durch den 800-Meter-Lauf ersetzt, um den Vielseitigkeitscharakter für diesen Mehrkampf noch mehr zu betonen.
Bei den Frauendisziplinen standen noch zahlreiche weitere Ergänzungen für die Zukunft an. Ihr längster Laufwettbewerb war nach wie vor der 1500-Meter-Lauf. Das sollte sich ab 1984 ändern. Von da an kamen nach und nach zusätzliche längere Strecken ins olympische Programm und auch bei den Sprüngen, Würfen, im Gehen und im Mehrkampf sollte es später eine sukzessive Angleichung an den Wettkampfkatalog der Männer geben.

## Sportliche Erfolge
Das Leistungsniveau war bei diesen Olympischen Spielen war durch das boykottbedingte Fehlen zahlreicher Topathleten deutlich beeinträchtigt. Dennoch wurden in sechs Disziplinen immerhin sechs Weltrekorde aufgestellt. In weiteren fünfzehn Disziplinen wurde der olympische Rekord 49 Mal verbessert.
- Weltrekorde im Einzelnen:
  - Hochsprung, Männer: 2,36 m – Gerd Wessig (DDR), Finale
  - Stabhochsprung, Männer: 5,78 m – Władysław Kozakiewicz (Polen), Finale
  - Hammerwurf, Männer: 81,80 m – Jurij Sedych (Sowjetunion), Finale
  - 800-Meter-Lauf, Frauen: 1:55,43 min – Nadija Olisarenko (Sowjetunion), Finale
  - 4-mal-100-Meter-Staffel, Frauen: 41,60 s – DDR (Romy Müller, Bärbel Wöckel, Ingrid Auerswald, Marlies Göhr), Finale
  - Fünfkampf, Frauen: 5083 P (1981er Wertung: 5213 P) – Nadija Tkatschenko (Sowjetunion), Finale
- Olympische Rekorde im Einzelnen:
  - 20-km-Gehen, Männer: 1:23:35,5 h – Maurizio Damilano (Italien)
  - 50-km-Gehen, Männer: 3:49:22 h – Hartwig Gauder (DDR)
  - Hochsprung Männer: 2,27 m – Gerd Wessig (DDR), Finale
  - Hochsprung Männer: 2,27 m – Jacek Wszoła (Polen), Finale
  - Hochsprung Männer: 2,27 m – Henry Lauterbach (DDR), Finale
  - Hochsprung Männer: 2,27 m – Jörg Freimuth (DDR), Finale
  - Hochsprung Männer: 2,29 m – Jacek Wszoła (Polen), Finale
  - Hochsprung Männer: 2,29 m – Jörg Freimuth (DDR), Finale
  - Hochsprung Männer: 2,29 m – Henry Lauterbach (DDR), Finale
  - Hochsprung Männer: 2,29 m – Gerd Wessig (DDR), Finale
  - Hochsprung Männer: 2,31 m – Gerd Wessig (DDR), Finale
  - Hochsprung Männer: 2,31 m – Jacek Wszoła (Polen), Finale
  - Hochsprung Männer: 2,31 m – Jörg Freimuth (DDR), Finale
  - Hochsprung Männer: 2,33 m – Gerd Wessig (DDR), Finale
  - Stabhochsprung, Männer: 5,50 m (egalisiert) – Władysław Kozakiewicz (Polen), Finale
  - Stabhochsprung, Männer: 5,50 m (egalisiert) – Jean-Michel Bellot (Frankreich), Finale
  - Stabhochsprung, Männer: 5,55 m – Konstantin Wolkow (Sowjetunion), Finale
  - Stabhochsprung, Männer: 5,55 m – Tadeusz Ślusarski (Polen), Finale
  - Stabhochsprung, Männer: 5,55 m – Philippe Houvion (Frankreich), Finale
  - Stabhochsprung, Männer: 5,55 m – Mariusz Klimczyk (Polen), Finale
  - Stabhochsprung, Männer: 5,60 m – Władysław Kozakiewicz (Polen), Finale
  - Stabhochsprung, Männer: 5,60 m – Jean-Michel Bellot (Frankreich), Finale
  - Stabhochsprung, Männer: 5,65 m – Władysław Kozakiewicz (Polen), Finale
  - Stabhochsprung, Männer: 5,65 m – Konstantin Wolkow (Sowjetunion), Finale
  - Stabhochsprung, Männer: 5,65 m – Tadeusz Ślusarski (Polen), Finale
  - Stabhochsprung, Männer: 5,65 m – Philippe Houvion (Frankreich), Finale
  - Stabhochsprung, Männer: 5,70 m – Władysław Kozakiewicz (Polen), Finale
  - Stabhochsprung, Männer: 5,75 m – Władysław Kozakiewicz (Polen), Finale
  - Kugelstoßen, Männer: 21,35 m – Wolodymyr Kysseljow (Sowjetunion), Finale
  - Hammerwurf, Männer: 78,22 m – Jurij Sedych (Sowjetunion), Qualifikation
  - 200-Meter-Lauf, Frauen: 22,26 s – Natalja Botschina (Sowjetunion), Viertelfinale bei einem Rückenwind von 0,88 m/s
  - 200-Meter-Lauf, Frauen: 22,03 s – Bärbel Wöckel (DDR), Finale, bei einem Rückenwind von 1,46 m/s
  - 400-Meter-Lauf, Frauen: 48,88 s – Marita Koch (DDR), Finale
  - 1500-Meter-Lauf, Frauen: 3:59,2 min – Tatjana Kasankina (Sowjetunion), Vorlauf
  - 1500-Meter-Lauf, Frauen: 3:56,56 min – Tatjana Kasankina (Sowjetunion), Finale
  - 100-Meter-Hürdenlauf, Frauen: 12,56 s – Wera Komissowa (Sowjetunion), Finale
  - Hochsprung Frauen: 1,94 m – Sara Simeoni (Italien), Finale
  - Hochsprung Frauen: 1,94 m – Urszula Kielan (Polen), Finale
  - Hochsprung Frauen: 1,94 m – Jutta Kirst (DDR), Finale
  - Hochsprung Frauen: 1,97 m – Sara Simeoni (Italien), Finale
  - Weitsprung, Frauen: 6,96 m – Tetjana Skatschko (Sowjetunion), Finale
  - Weitsprung, Frauen: 7,01 m – Tetjana Skatschko (Sowjetunion), Finale
  - Weitsprung, Frauen: 7,04 m – Brigitte Wujak (DDR), Finale
  - Weitsprung, Frauen: 7,06 s – Tatjana Kolpakowa (Sowjetunion), Finale
  - Kugelstoßen, Frauen: 22,41 m – Ilona Slupianek (DDR), Finale
  - Diskuswurf, Frauen: 69,76 m – Evelin Jahl (DDR), Finale
  - Diskuswurf, Frauen: 69,96 m – Evelin Jahl (DDR), Finale
  - Speerwurf, Frauen: 66,66 m – Ute Richter (DDR), Qualifikation
  - Speerwurf, Frauen: 68,40 m – María Caridad Colón (Kuba), Finale

Die mit Ausnahme von 1972 und 1976 bei allen Spielen erfolgreichste Nation USA war nicht dabei. So präsentierte sich Gastgeber Sowjetunion mit fünfzehn Leichtathletikolympiasiegen als erfolgreichstes Land. Die DDR konnte elf Olympiasiege verbuchen und belegte damit Rang zwei dieser Wertung. Alle anderen Nationen folgten weit abgeschlagen. Großbritannien gewann vier Goldmedaillen, Italien drei und die Sportler aus Polen sowie Äthiopien hatten je zwei Olympiasieger vorzuweisen. Für alle weiteren Nationen gab es in der Leichtathletik höchstens eine Goldmedaille.
Drei Sportler errangen zwei Goldmedaillen in der Leichtathletik bei diesen Spielen:
- Miruts Yifter (Äthiopien) – 5000-Meter-/10.000-Meter-Lauf
- Bärbel Wöckel (DDR) – 200-Meter-Lauf/4-mal-100-Meter-Staffel mit Weltrekord über 4-mal 100 Meter
- Wiktor Markin (Sowjetunion) – 400-Meter-Lauf/4-mal-400-Meter-Staffel

Jeweils eine Gold- und eine Silbermedaille gab es für folgende fünf Athleten:
- Sebastian Coe (Großbritannien) – Gold: 1500-Meter-Lauf/Silber: 800-Meter-Lauf
- Allan Wells (Großbritannien) – Gold: 100-Meter-Lauf/Silber: 200-Meter-Lauf. Er erreichte darüber hinaus Platz vier mit der britischen 4-mal-100-Meter-Staffel.
- Marita Koch (DDR) – Gold: 400-Meter-Lauf/Silber: 4-mal-400-Meter-Staffel
- Marlies Göhr (DDR) – Gold: 4-mal-100-Meter-Staffel/Silber: 100-Meter-Lauf
- Wera Komissowa (Sowjetunion) – Gold: 100-Meter-Hürdenlauf/Silber: 4-mal-100-Meter-Staffel

Drei weitere Leichtathleten errangen jeweils eine Gold- und eine Bronzemedaille:
- Nadija Olisarenko (Sowjetunion) – Gold: 800-Meter-Lauf/Bronze: 1500-Meter-Lauf
- Steve Ovett (Großbritannien) – Gold: 800-Meter-Lauf/Bronze: 1500-Meter-Lauf
- Ingrid Auerswald (DDR) – Gold: 4-mal-100-Meter-Staffel/Bronze: 100-Meter-Lauf

Darüber hinaus ist folgende Leistung besonders hervorzuheben:
- Der sowjetische Dreispringer Wiktor Sanejew fügte seinen drei Goldmedaillen von 1968, 1972 und 1976 noch eine silberne im Dreisprung hinzu.

Folgende hier siegreiche Leichtathleten hatten bereits bei früher ausgetragenen Olympischen Spielen Goldmedaillen errungen:
- Bärbel Wöckel (DDR) – 100-Meter-Lauf/4-mal-400-Meter-Staffel, Wiederholung Ihrer Siege von 1976 (damals als Bärbel Eckert), damit jetzt vierfache Olympiasiegerin
- Tatjana Kasankina (Sowjetunion) – 1500-Meter-Lauf, Wiederholung ihres Siegs von 1976, darüber hinaus 1976 Siegerin über 800 Meter damit jetzt dreifache Olympiasiegerin
- Waldemar Cierpinski (DDR) – Marathonlauf, Wiederholung seines Siegs von 1976, damit jetzt zweifacher Olympiasieger. Vor ihm war es nur dem Äthiopier Abebe Bikila gelungen, einen Sieg in diesem längsten Laufwettbewerb zu wiederholen. Er hatte die Rennen 1960 und 1964 für sich entscheiden können.
- Jurij Sjedych (Sowjetunion) – Hammerwurf, Wiederholung seines Siegs von 1976, damit jetzt zweifacher Olympiasieger
- Evelin Jahl (DDR) – Diskuswurf, Wiederholung Ihres Siegs von 1976 (damals als Evelin Schlaak), damit jetzt zweifache Olympiasiegerin
- Marlies Göhr (DDR) – 4-mal-400-Meter-Staffel, Wiederholung Ihres Siegs von 1976, damit jetzt zweifache Olympiasiegerin

## Resultate Männer

### 100 m
| Platz | Athlet            | Land | Zeit (s) |
| ----- | ----------------- | ---- | -------- |
| 1     | Allan Wells       | GBR  | 10,25    |
| 2     | Silvio Leonard    | CUB  | 10,25    |
| 3     | Petar Petrow      | BUL  | 10,39    |
| 4     | Alexandr Aksinin  | URS  | 10,42    |
| 5     | Osvaldo Lara      | CUB  | 10,43    |
| 6     | Wladimir Murawjow | URS  | 10,44    |
| 7     | Marian Woronin    | POL  | 10,46    |
| 8     | Hermann Panzo     | FRA  | 10,49    |

Finale am 25. Juli
Wind: +1,11 m/s
Anmerkung:
Zur Windangabe gibt es Unstimmigkeiten. In einer Quelle wird angemerkt, dass hier nicht korrekt abgelesen worden sei und der tatsächlich Wind eher bei −1,2 m/s gelegen habe.

### 200 m

Olympiasieg für den Weltrekordinhaber Pietro Mennea

| Platz | Athlet         | Land | Zeit (s) |
| ----- | -------------- | ---- | -------- |
| 1     | Pietro Mennea  | ITA  | 20,19    |
| 2     | Allan Wells    | GBR  | 20,21    |
| 3     | Donald Quarrie | JAM  | 20,29    |
| 4     | Silvio Leonard | CUB  | 20,30    |
| 5     | Bernhard Hoff  | GDR  | 20,50    |
| 6     | Leszek Dunecki | POL  | 20,68    |
| 7     | Marian Woronin | POL  | 20,81    |
| 8     | Osvaldo Lara   | CUB  | 21,19    |

Finale am 28. Juli
Wind: +0,88 m/s

### 400 m

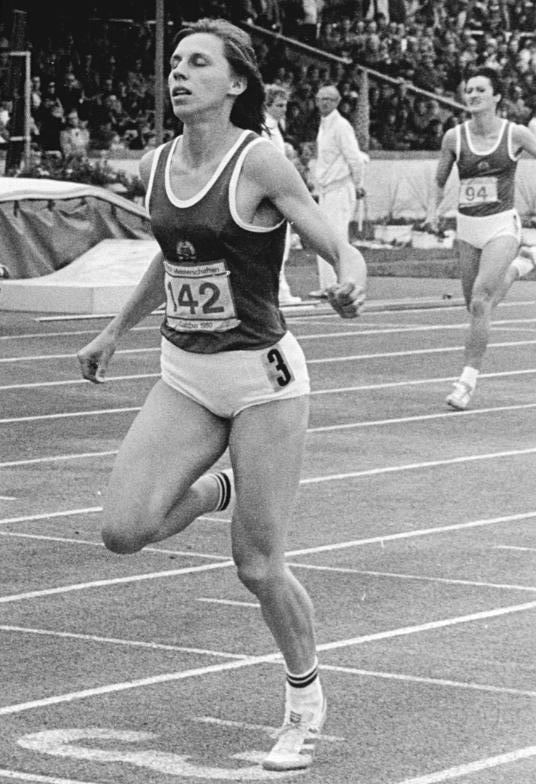
Sieg für die Favoritin Marita Koch

| Platz | Athlet             | Land | Zeit (s) |
| ----- | ------------------ | ---- | -------- |
| 1     | Wiktor Markin      | URS  | 44,60    |
| 2     | Rick Mitchell      | AUS  | 44,84    |
| 3     | Frank Schaffer     | GDR  | 44,87    |
| 4     | Alberto Juantorena | CUB  | 45,09    |
| 5     | Alfons Brijdenbach | BEL  | 45,10    |
| 6     | Mike Solomon       | TTO  | 45,55    |
| 7     | David Jenkins      | GBR  | 45,56    |
| 8     | Joseph Coombs      | TTO  | 46,33    |

Finale am 30. Juli

### 800 m

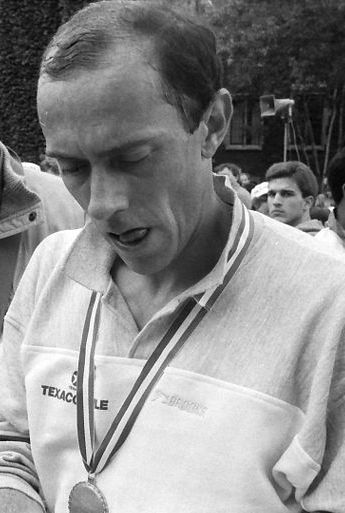
Olympiasieger Steve Ovett

| Platz | Athlet             | Land | Zeit (min) |
| ----- | ------------------ | ---- | ---------- |
| 1     | Steve Ovett        | GBR  | 1:45,40    |
| 2     | Sebastian Coe      | GBR  | 1:45,85    |
| 3     | Mikalaj Kirau      | URS  | 1:45,94    |
| 4     | Agberto Guimarães  | BRA  | 1:46,20    |
| 5     | Andreas Busse      | GDR  | 1:46,81    |
| 6     | Detlef Wagenknecht | GDR  | 1:46,91    |
| 7     | José Marajo        | FRA  | 1:47,26    |
| 8     | David Warren       | GBR  | 1:49,25    |

Finale am 26. Juli

### 1500 m

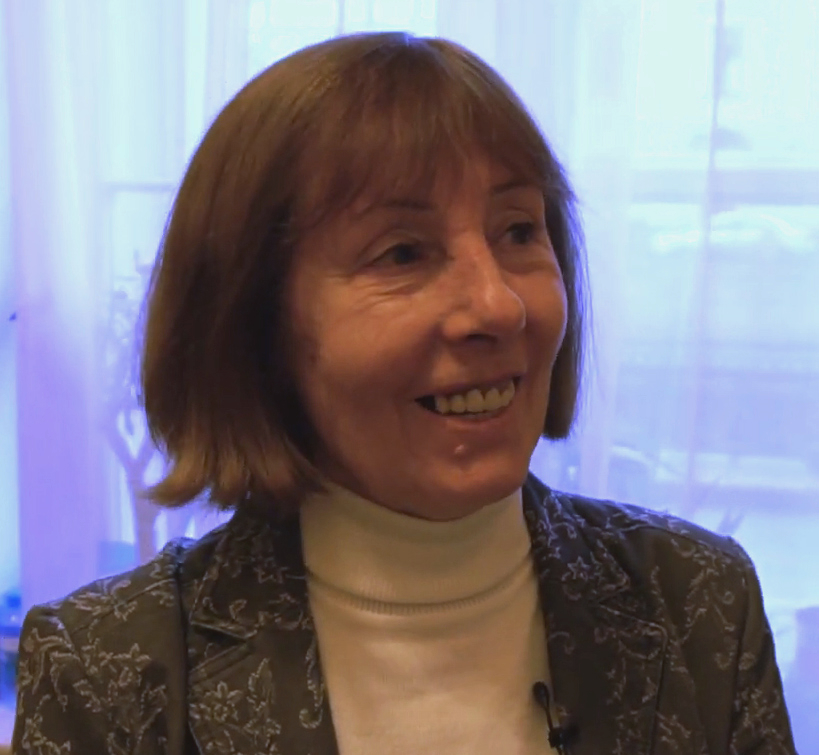
Das dritte Gold für die Doppelolympiasiegerin von 1976 auf den Mittelstrecken Tatjana Kasankina

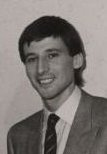
Mit seinem Sieg gewann Sebastian Coe Gold auf der Strecke, für die er eigentlich nicht der Topfavorit war

| Platz | Athlet              | Land | Zeit (min) |
| ----- | ------------------- | ---- | ---------- |
| 1     | Sebastian Coe       | GBR  | 3:38,40    |
| 2     | Jürgen Straub       | GDR  | 3:38,80    |
| 3     | Steve Ovett         | GBR  | 3:38,99    |
| 4     | Andreas Busse       | GDR  | 3:40,17    |
| 5     | Vittorio Fontanella | ITA  | 3:40,37    |
| 6     | Jozef Plachý        | TCH  | 3:40,66    |
| 7     | José Marajo         | FRA  | 3:41,48    |
| 8     | Steve Cram          | GBR  | 3:41,98    |

Finale am 1. August

### 5000 m

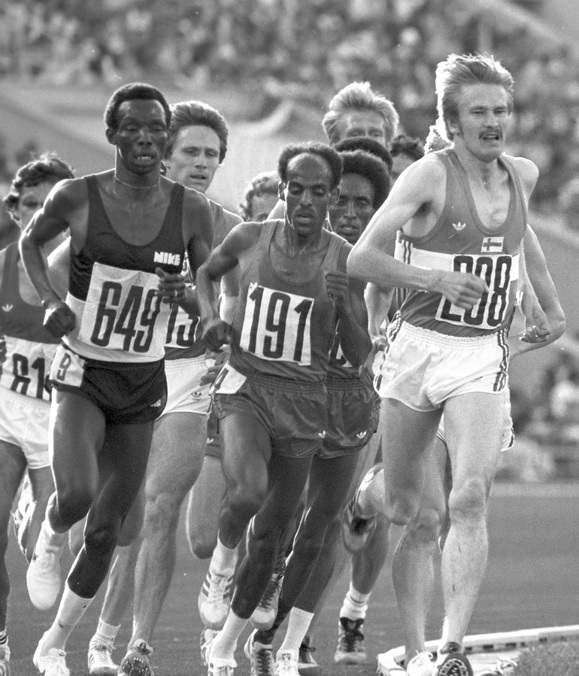
Szene aus dem 5000-Meter-Finale: Suleiman Nyambui (649), Miruts Yifter (191), Kaarlo Maaninka (208)

| Platz | Athlet               | Land | Zeit (min) |
| ----- | -------------------- | ---- | ---------- |
| 1     | Miruts Yifter        | ETH  | 13:20,91   |
| 2     | Suleiman Nyambui     | TAN  | 13:21,60   |
| 3     | Kaarlo Maaninka      | FIN  | 13:22,00   |
| 4     | Eamonn Coghlan       | IRL  | 13:22,74   |
| 5     | Markus Ryffel        | SUI  | 13:23,03   |
| 6     | Dietmar Millonig     | AUT  | 13:23,25   |
| 7     | John Treacy          | IRL  | 13:23,62   |
| 8     | Aljaksandr Fjadotkin | URS  | 13:24,10   |

Finale am 1. August

### 10.000 m
| Platz | Athlet             | Land | Zeit (min) |
| ----- | ------------------ | ---- | ---------- |
| 1     | Miruts Yifter      | ETH  | 27:42,69   |
| 2     | Kaarlo Maaninka    | FIN  | 27:44,28   |
| 3     | Mohamed Kedir      | ETH  | 27:44,64   |
| 4     | Tolossa Kotu       | ETH  | 27:46,47   |
| 5     | Lasse Virén        | FIN  | 27:50,46   |
| 6     | Jörg Peter         | GDR  | 28:05,53   |
| 7     | Werner Schildhauer | GDR  | 28:10,91   |
| 8     | Enn Sellik         | URS  | 28:13,72   |

Finale am 27. Juli

### Marathon
| Platz | Athlet                  | Land | Zeit (h) |
| ----- | ----------------------- | ---- | -------- |
| 1     | Waldemar Cierpinski     | GDR  | 2:11:03  |
| 2     | Gerard Nijboer          | NED  | 2:11:20  |
| 3     | Satymkul Dschumanasarow | URS  | 2:11:35  |
| 4     | Uladsimir Kotau         | URS  | 2:12:05  |
| 5     | Leonid Mossejew         | URS  | 2:12:14  |
| 6     | Rodolfo Gómez           | MEX  | 2:12:39  |
| 7     | Dereje Nedi             | ETH  | 2:12:44  |
| 8     | Massimo Magnani         | ITA  | 2:13:12  |

1. August

### 110 m Hürden

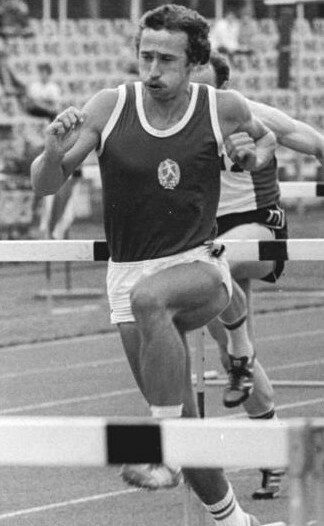
Olympiasieger Thomas Munkelt

| Platz | Athlet              | Land | Zeit (s) |
| ----- | ------------------- | ---- | -------- |
| 1     | Thomas Munkelt      | GDR  | 13,39    |
| 2     | Alejandro Casañas   | CUB  | 13,40    |
| 3     | Alexander Putschkow | URS  | 13,44    |
| 4     | Andrei Prokofjew    | URS  | 13,49    |
| 5     | Jan Pusty           | POL  | 13,68    |
| 6     | Arto Bryggare       | FIN  | 13,76    |
| 7     | Javier Moracho      | ESP  | 13,78    |
| 8     | Juri Tscherwanjow   | URS  | 15,80    |

Finale am 27. Juli
Wind: +0,86 m/s

### 400 m Hürden

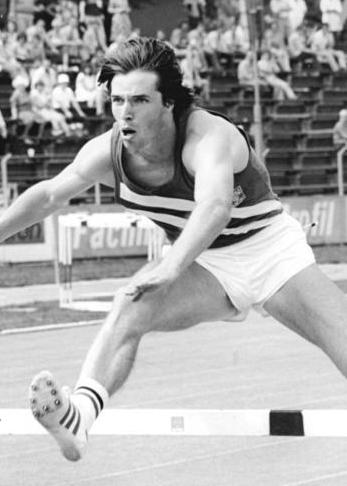
Volker Beck – Olympiasieger eines Wettbewerbs ohne die weltbesten Athleten

| Platz | Athlet            | Land | Zeit (s) |
| ----- | ----------------- | ---- | -------- |
| 1     | Volker Beck       | GDR  | 48,70    |
| 2     | Wassyl Archypenko | URS  | 48,86    |
| 3     | Gary Oakes        | GBR  | 49,11    |
| 4     | Mykola Wassyljew  | URS  | 49,34    |
| 5     | Rok Kopitar       | YUG  | 49,67    |
| 6     | Horia Toboc       | ROM  | 49,84    |
| 7     | Franz Meier       | SUI  | 50,00    |
| 8     | Janko Bratanow    | BUL  | 56,35    |

Finale am 26. Juli

### 3000 m Hindernis

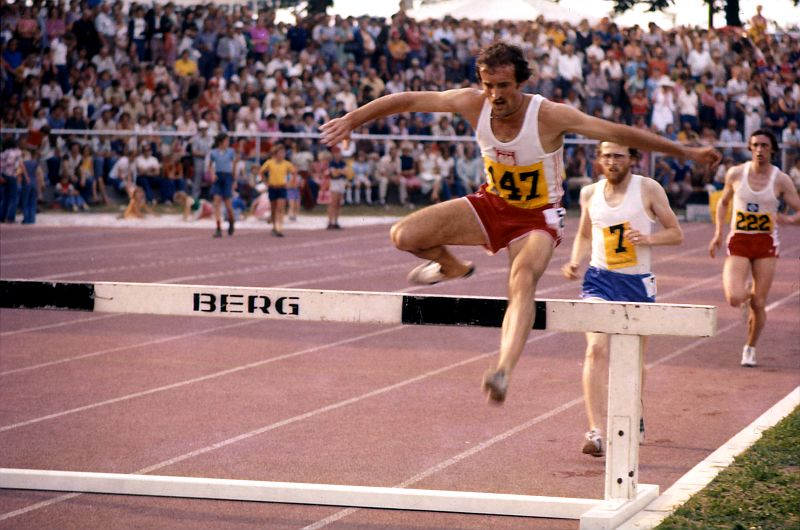
Olympiasieger Bronisław Malinowski bei einem Rennen vier Jahre zuvor

| Platz | Athlet               | Land | Zeit (min) |
| ----- | -------------------- | ---- | ---------- |
| 1     | Bronisław Malinowski | POL  | 8:09,70    |
| 2     | Filbert Bayi         | TAN  | 8:12,48    |
| 3     | Eshetu Tura          | ETH  | 8:13,57    |
| 4     | Domingo Ramón        | ESP  | 8:15,74    |
| 5     | Francisco Sánchez    | ESP  | 8:17,93    |
| 6     | Giuseppe Gerbi       | ITA  | 8:18,47    |
| 7     | Bogusław Mamiński    | POL  | 8:19,43    |
| 8     | Anatoli Dimow        | URS  | 8:19,75    |

Finale am 31. Juli

### 4 × 100 m Staffel

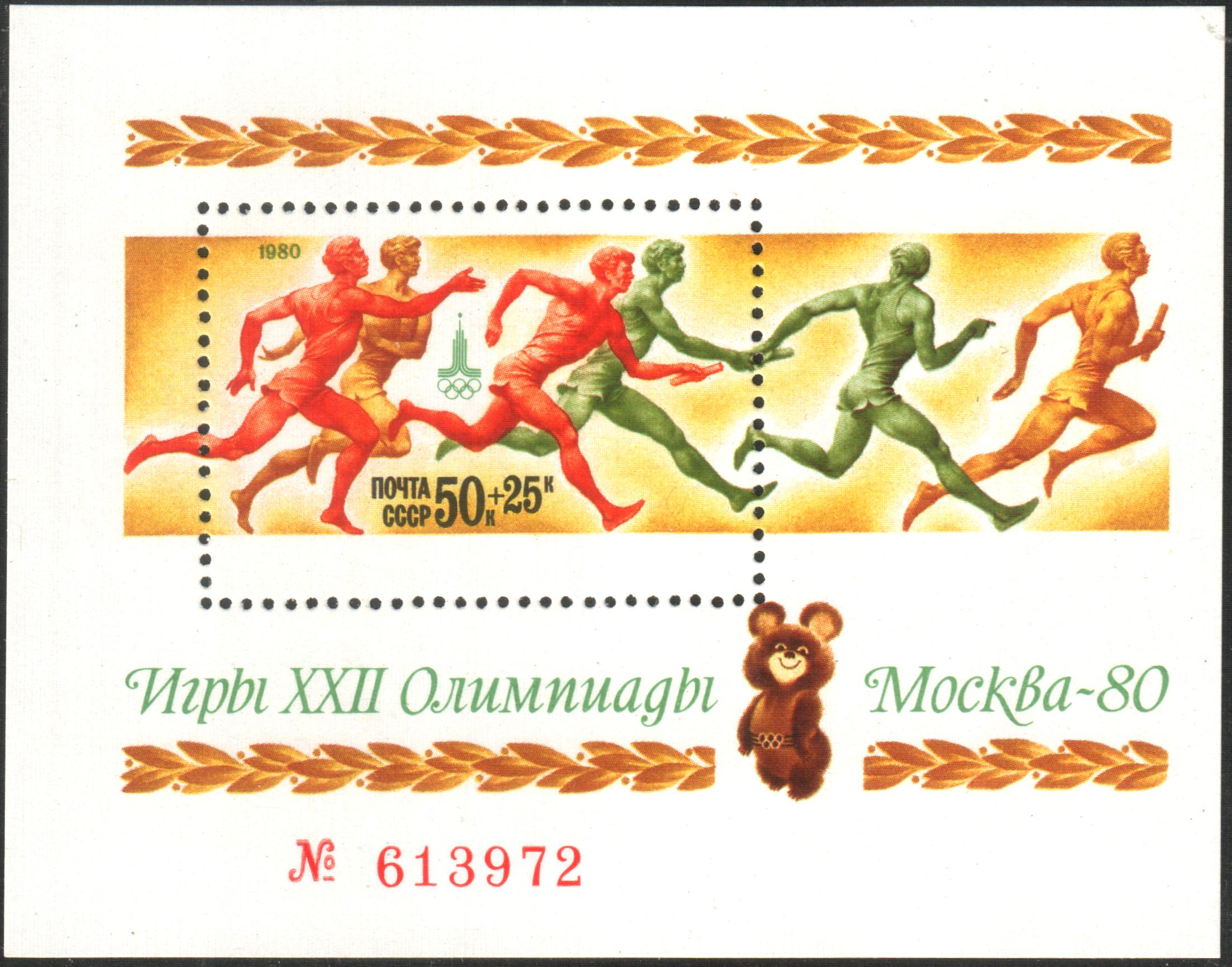
Der Staffelwettbewerb,
dargestellt auf einer Briefmarke

| Platz | Land           | Athleten                                                              | Zeit (s) |
| ----- | -------------- | --------------------------------------------------------------------- | -------- |
| 1     | Sowjetunion    | Wladimir Murawjow Nikolai Sidorow Alexandr Aksinin Andrei Prokofjew   | 38,26    |
| 2     | Polen          | Krzysztof Zwoliński Zenon Licznerski Leszek Dunecki Marian Woronin    | 38,33    |
| 3     | Frankreich     | Antoine Richard Pascal Barré Patrick Barré Hermann Panzo              | 38,53    |
| 4     | Großbritannien | Mike McFarlane Allan Wells Cameron Sharp Drew McMaster                | 38,62    |
| 5     | DDR            | Sören Schlegel Eugen Ray Bernhard Hoff Thomas Munkelt                 | 38,73    |
| 6     | Bulgarien      | Pawel Pawlow Wladimir Iwanow Iwajlo Karanjotow Petar Petrow           | 38,99    |
| 7     | Nigeria        | Hammed Adio Kayode Elegbede Samson Oyeledun Peter Okodogbe            | 39,12    |
| 8     | Brasilien      | Milton de Castro Nelson dos Santos Katsuhiko Nakaya Altevir de Araújo | 39,54    |

Finale am 1. August

### 4 × 400 m Staffel
| Platz | Land                | Athleten | Zeit (min) |
| ----- | ------------------- | --- | ---------- |
| 1     | Sowjetunion         | Remigijus Valiulis Michail Linge Nikolai Tschernezki Wiktor Markin (Finale) im Vorlauf außerdem: Wiktor Burakow | 3:01,08    |
| 2     | DDR                 | Klaus Thiele Andreas Knebel Frank Schaffer Volker Beck                                                          | 3:01,26    |
| 3     | Italien             | Stefano Malinverni Mauro Zuliani Roberto Tozzi Pietro Mennea                                                    | 3:04,3     |
| 4     | Frankreich          | Jacques Fellice Robert Froissart Didier Dubois Francis Demarthon                                                | 3:04,8     |
| 5     | Brasilien           | Paulo Correia Antônio Dias Ferreira Agberto Guimarães Geraldo Pegado                                            | 3:05,9     |
| 6     | Trinidad und Tobago | Joseph Coombs Charles Joseph Rafer Mohammed Mike Solomon                                                        | 3:06,6     |
| 7     | Tschechoslowakei    | Josef Lomický Dušan Malovec František Břečka Karel Kolář                                                        | 3:07,0     |
| DNF   | Großbritannien      | Alan Bell Terry Whitehead Rod Milne Glen Cohen                                                                  |            |

Finale am 1. August

### 20 km Gehen

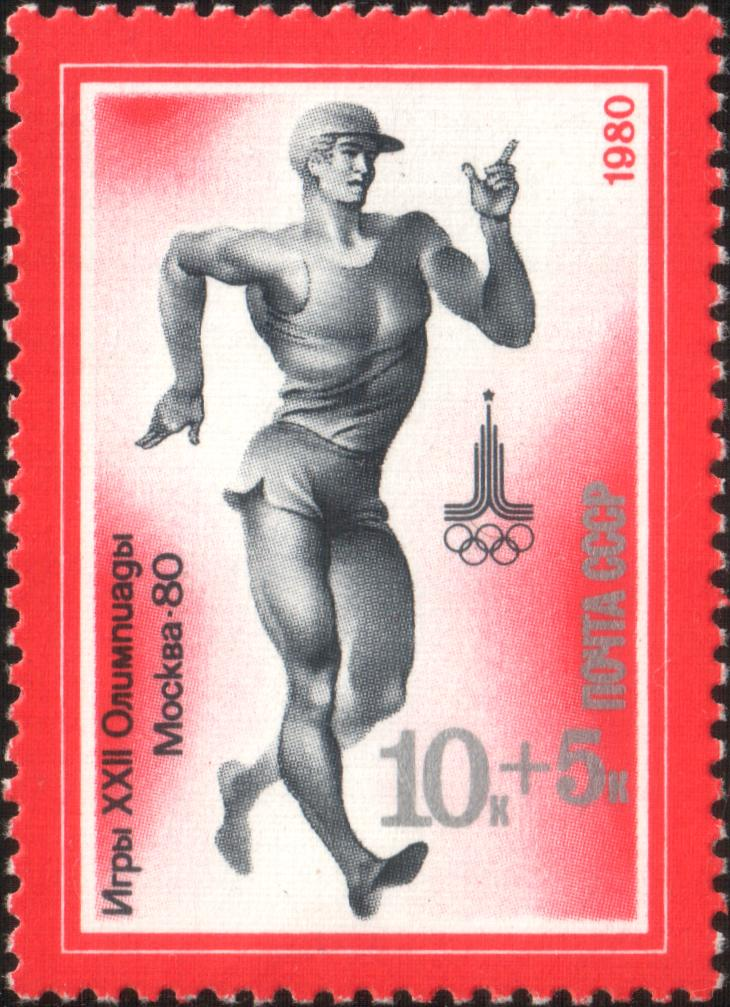
Gehen der Männer, dargestellt auf einer Briefmarke

| Platz | Athlet                 | Land | Zeit (h)     |
| ----- | ---------------------- | ---- | ------------ |
| 1     | Maurizio Damilano      | ITA  | 1:23:35,5 OR |
| 2     | Pjotr Potschintschuk   | URS  | 1:24:45,4000 |
| 3     | Roland Wieser          | GDR  | 1:25:58,2000 |
| 4     | Jewgeni Jewsjukow      | URS  | 1:26:28,3000 |
| 5     | José Marín             | ESP  | 1:26:45,6000 |
| 6     | Raúl González          | MEX  | 1:27:48,6000 |
| 7     | Bohdan Bułakowski      | POL  | 1:28:36,3000 |
| 8     | Karl-Heinz Stadtmüller | GDR  | 1:29:21,7000 |

24. Juli
Von den 34 Startern erreichten 25 das Ziel. Sieben Geher wurden disqualifiziert, drei davon in aussichtsreicher Position liegend: der Olympiasieger von 1976 Daniel Bautista aus Mexiko, dessen Landsmann Domingo Colin und Anatolij Solomin aus der Sowjetunion. Zwei Teilnehmer gaben den Wettkampf auf.

### 50 km Gehen

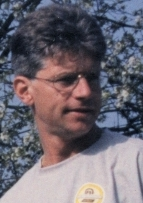
Olympiasieger Hartwig Gauder (Foto: 1994)

| Platz | Athlet              | Land | Zeit (h)   |
| ----- | ------------------- | ---- | ---------- |
| 1     | Hartwig Gauder      | GDR  | 3:49:24 OR |
| 2     | Jorge Llopart       | ESP  | 3:51:25000 |
| 3     | Jewgeni Iwtschenko  | URS  | 3:56:32000 |
| 4     | Bengt Simonsen      | SWE  | 3:57:08000 |
| 5     | Wjatscheslaw Fursow | URS  | 3:58:32000 |
| 6     | José Marín          | ESP  | 4:03:08000 |
| 7     | Stanisław Rola      | POL  | 4:07:07000 |
| 8     | Willi Sawall        | AUS  | 4:08:25000 |

30. Juli

### Hochsprung

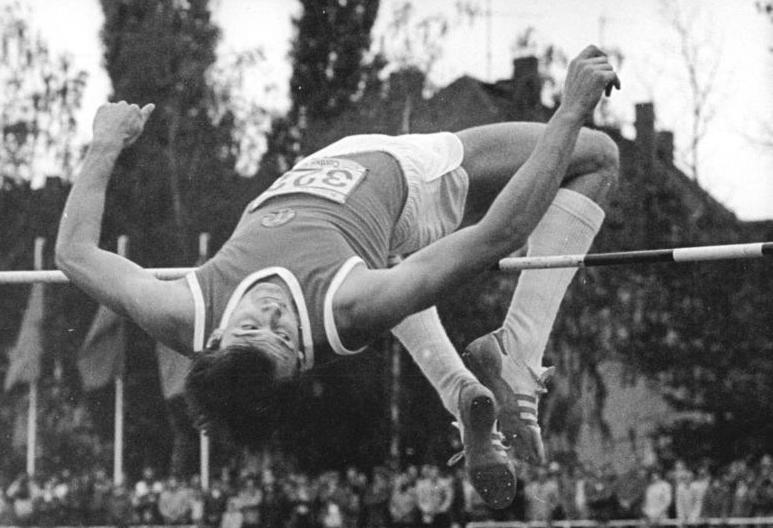
Gerd Wessig siegte mit Weltrekord

| Platz | Athlet               | Land | Höhe (m) |
| ----- | -------------------- | ---- | -------- |
| 1     | Gerd Wessig          | GDR  | 2,36 WR  |
| 2     | Jacek Wszoła         | POL  | 2,31000  |
| 3     | Jörg Freimuth        | GDR  | 2,31000  |
| 4     | Henry Lauterbach     | GDR  | 2,29000  |
| 5     | Roland Dalhäuser     | SUI  | 2,24000  |
| 6     | Vaso Komnenić        | YUG  | 2,24000  |
| 7     | Adrian Proteasa      | ROM  | 2,21000  |
| 8     | Aljaksandr Hryhorjeu | URS  | 2,21000  |

Finale am 1. August

### Stabhochsprung
| Platz | Athlet                | Land | Höhe (m) |
| ----- | --------------------- | ---- | -------- |
| 1     | Władysław Kozakiewicz | POL  | 5,78 WR  |
| 2     | Konstantin Wolkow     | URS  | 5,65000  |
| 2     | Tadeusz Ślusarski     | POL  | 5,65000  |
| 4     | Philippe Houvion      | FRA  | 5,65000  |
| 5     | Jean-Michel Bellot    | FRA  | 5,60000  |
| 6     | Mariusz Klimczyk      | POL  | 5,55000  |
| 7     | Thierry Vigneron      | FRA  | 5,45000  |
| 8     | Sergei Kulibaba       | URS  | 5,45000  |

Finale am 30. Juli

### Weitsprung

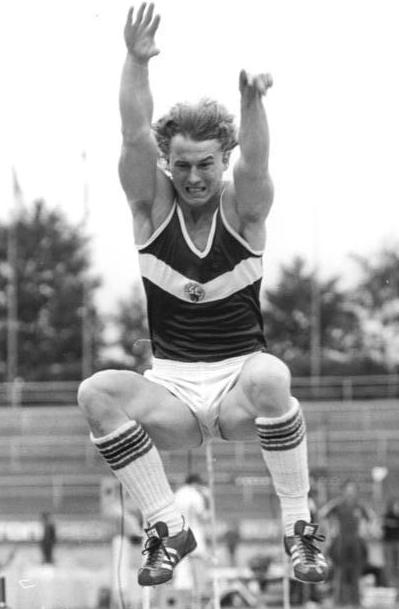
Lutz Dombrowski – Olympiasieger mit starker Weite

| Platz | Athlet              | Land | Weite (m) |
| ----- | ------------------- | ---- | --------- |
| 1     | Lutz Dombrowski     | GDR  | 8,54      |
| 2     | Frank Paschek       | GDR  | 8,21      |
| 3     | Walerij Pidluschnyj | URS  | 8,18      |
| 4     | László Szalma       | HUN  | 8,13      |
| 5     | Stanisław Jaskułka  | POL  | 8,13      |
| 6     | Wiktar Belski       | URS  | 8,10      |
| 7     | Antonio Corgos      | ESP  | 8,09      |
| 8     | Jordan Janew        | BUL  | 8,02      |

Finale am 28. Juli

### Dreisprung

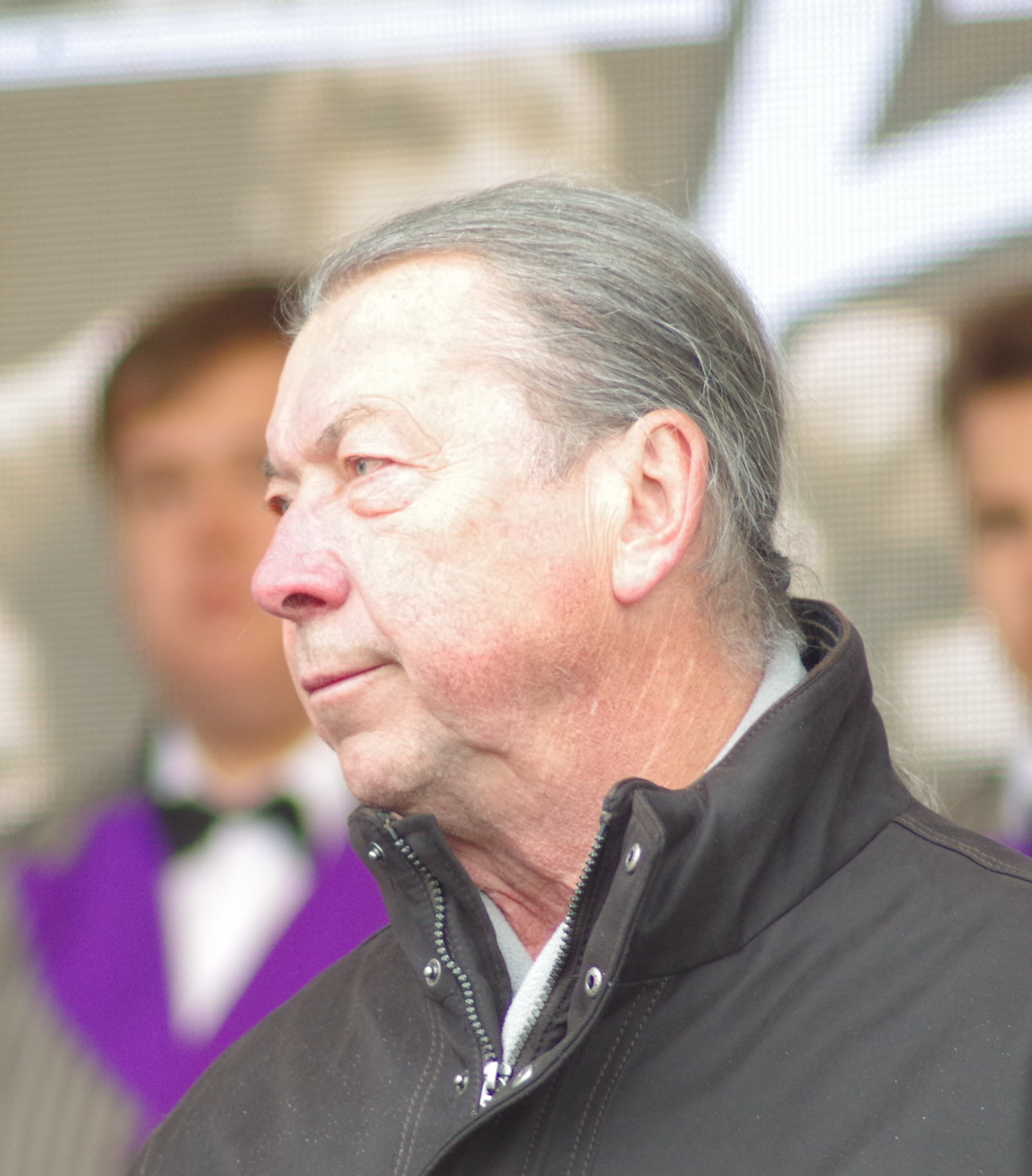
Sieg für Jaak Uudmäe
(hier im Jahr 2018)

| Platz | Athlet                  | Land | Weite (m) |
| ----- | ----------------------- | ---- | --------- |
| 1     | Jaak Uudmäe             | URS  | 17,35     |
| 2     | Wiktor Sanejew          | URS  | 17,24     |
| 3     | João Carlos de Oliveira | BRA  | 17,22     |
| 4     | Keith Connor            | GBR  | 16.87     |
| 5     | Ian Campbell            | AUS  | 16,72     |
| 6     | Atanas Tschotschew      | BUL  | 16,56     |
| 7     | Béla Bakosi             | HUN  | 16,47     |
| 8     | Ken Lorraway            | AUS  | 16,44     |

Finale am 25. Juli

### Kugelstoßen

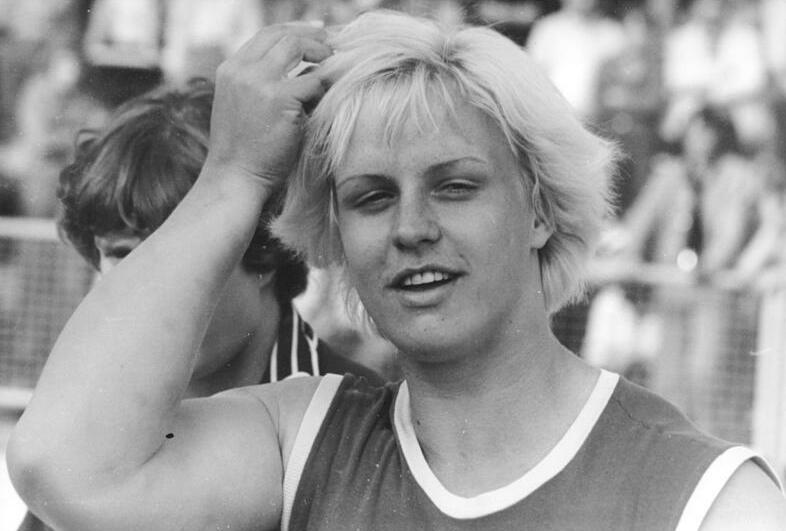
Ilona Slupianek beherrschte die Konkurrenz im Kugelstoßen

| Platz | Athlet                 | Land | Weite (m) |
| ----- | ---------------------- | ---- | --------- |
| 1     | Wolodymyr Kysseljow    | URS  | 21,35 OR  |
| 2     | Alexander Baryschnikow | URS  | 21,08000  |
| 3     | Udo Beyer              | GDR  | 21,06000  |
| 4     | Reijo Ståhlberg        | FIN  | 20,82000  |
| 5     | Geoff Capes            | GBR  | 20,50000  |
| 6     | Hans-Jürgen Jacobi     | GDR  | 20,32000  |
| 7     | Jaromír Vlk            | TCH  | 20,24000  |
| 8     | Vladimir Milić         | YUG  | 20,07000  |

Finale am 30. Juli

### Diskuswurf
| Platz | Athlet                | Land | Weite (m) |
| ----- | --------------------- | ---- | --------- |
| 1     | Wiktor Raschtschupkin | URS  | 66,64     |
| 2     | Imrich Bugár          | TCH  | 66,38     |
| 3     | Luis Delís            | CUB  | 66,32     |
| 4     | Wolfgang Schmidt      | GDR  | 65,64     |
| 5     | Juri Dumtschew        | URS  | 65,58     |
| 6     | Ihor Duhinez          | URS  | 64,04     |
| 7     | Emil Wladimirow       | BUL  | 63,18     |
| 8     | Welko Welew           | BUL  | 63,04     |

Finale am 28. Juli

### Hammerwurf
| Platz | Athlet             | Land | Weite (m) |
| ----- | ------------------ | ---- | --------- |
| 1     | Jurij Sedych       | URS  | 81,80 WR  |
| 2     | Sergei Litwinow    | URS  | 80,64000  |
| 3     | Jüri Tamm          | URS  | 78,96000  |
| 4     | Roland Steuk       | GDR  | 77,54000  |
| 5     | Detlef Gerstenberg | GDR  | 74,60000  |
| 6     | Emanuil Djulgerow  | BUL  | 74,04000  |
| 7     | Giampaolo Urlando  | ITA  | 73,90000  |
| 8     | Ireneusz Golda     | POL  | 73,74000  |

Finale am 31. Juli

### Speerwurf

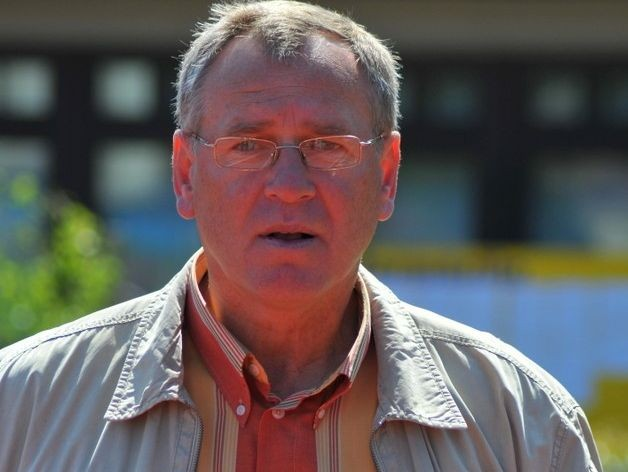
Olympiasieger wurde Dainis Kūla
(hier im Jahr 2016)

| Platz | Athlet            | Land | Weite (m) |
| ----- | ----------------- | ---- | --------- |
| 1     | Dainis Kūla       | URS  | 91,20     |
| 2     | Alexandr Makarow  | URS  | 89,64     |
| 3     | Wolfgang Hanisch  | GDR  | 86,72     |
| 4     | Heino Puuste      | URS  | 86,10     |
| 5     | Antero Puranen    | FIN  | 85,12     |
| 6     | Pentti Sinersaari | FIN  | 84,34     |
| 7     | Detlef Fuhrmann   | GDR  | 83,50     |
| 8     | Miklós Németh     | HUN  | 82,40     |

Finale am 27. Juli

### Zehnkampf

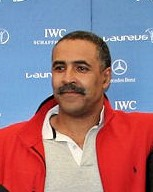
Daley Thomson (Foto: 2007) siegte mit mehr als 150 Punkten Vorsprung

| Platz | Athlet           | Land | P – offiz. Wert. | P – 85er Wert. |
| ----- | ---------------- | ---- | ---------------- | -------------- |
| 1     | Daley Thompson   | GBR  | 8495             | 8522           |
| 2     | Juri Kuzenko     | URS  | 8331             | 8369           |
| 3     | Sergei Schelanow | URS  | 8135             | 8135           |
| 4     | Georg Werthner   | AUT  | 8050             | 8084           |
| 5     | Sepp Zeilbauer   | AUT  | 8007             | 7989           |
| 6     | Dariusz Ludwig   | POL  | 7978             | 7972           |
| 7     | Atanas Andonow   | BUL  | 7927             | 7858           |
| 8     | Steffen Grummt   | GDR  | 7892             | 7840           |

25. und 26. Juli
Gewertet wurde nach einer 1977 modifizierten Punktetabelle. Zur besseren Einordnung der Leistung sind neben den offiziellen Punkten nach der Wertungstabelle von 1977 die nach dem heutigen Wertungssystem von 1985 umgerechneten Punktzahlen mit angegeben. Nach dieser heute gültigen Tabelle hätte es keine Veränderungen unter den ersten Acht gegeben. Aber diese Vergleiche sind natürlich nur Anhaltswerte, denn als Grundlage müssen die jeweils unterschiedlichen Maßstäbe der Zeit gelten.

## Resultate Frauen

### 100 m
| Platz | Athletin             | Land | Zeit (s) |
| ----- | -------------------- | ---- | -------- |
| 1     | Ljudmila Kondratjewa | URS  | 11,06    |
| 2     | Marlies Göhr         | GDR  | 11,07    |
| 3     | Ingrid Auerswald     | GDR  | 11,14    |
| 4     | Linda Haglund        | SWE  | 11,16    |
| 5     | Romy Müller          | GDR  | 11,16    |
| 6     | Kathy Smallwood      | GBR  | 11,28    |
| 7     | Chantal Réga         | FRA  | 11,32    |
| 8     | Heather Hunte        | GBR  | 11,34    |

Finale am 26. Juli
Wind: +0,99 m/s

### 200 m

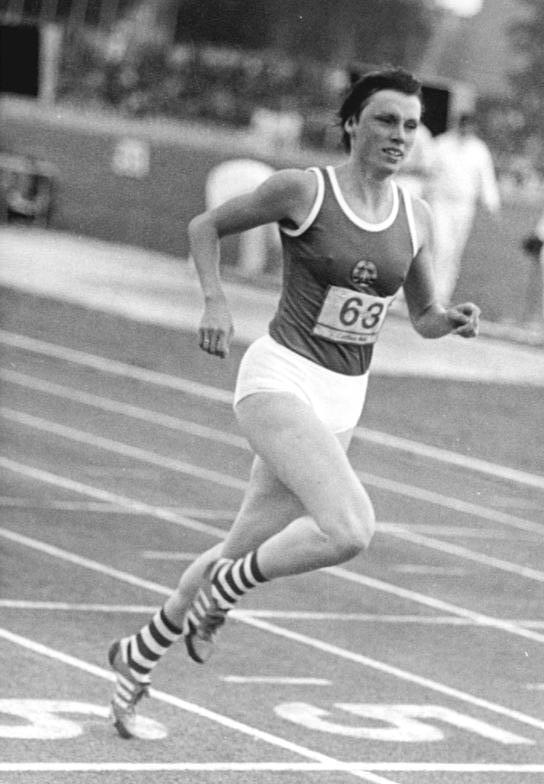
Bärbel Wöckel wiederholte ihren Olympiasieg von 1976, damals errungen als Bärbel Eckert

| Platz | Athletin          | Land | Zeit (s) |
| ----- | ----------------- | ---- | -------- |
| 1     | Bärbel Wöckel     | GDR  | 22,03 OR |
| 2     | Natalja Botschina | URS  | 22,19000 |
| 3     | Merlene Ottey     | JAM  | 22,20000 |
| 4     | Romy Müller       | GDR  | 22,47000 |
| 5     | Kathy Smallwood   | GBR  | 22,61000 |
| 6     | Beverley Goddard  | GBR  | 22,72000 |
| 7     | Denise Boyd       | AUS  | 22,76000 |
| 8     | Sonia Lannaman    | GBR  | 22,80000 |

Finale am 30. Juli
Wind: +1,46 m/s

### 400 m
| Platz | Athletin              | Land | Zeit (s) |
| ----- | --------------------- | ---- | -------- |
| 1     | Marita Koch           | GDR  | 48,88 OR |
| 2     | Jarmila Kratochvílová | TCH  | 49,46000 |
| 3     | Christina Lathan      | GDR  | 49,66000 |
| 4     | Irina Nasarowa        | URS  | 50,07000 |
| 5     | Nina Sjuskowa         | URS  | 50,17000 |
| 6     | Gabriele Löwe         | GDR  | 51,33000 |
| 7     | Pirjo Häggman         | FIN  | 51,35000 |
| 8     | Linsey Macdonald      | GBR  | 52,40000 |

Finale am 28. Juli

### 800 m
| Platz | Athletin             | Land | Zeit (min) |
| ----- | -------------------- | ---- | ---------- |
| 1     | Nadija Olisarenko    | URS  | 1:53,43 WR |
| 2     | Olga Minejewa        | URS  | 1:54,81000 |
| 3     | Tatjana Prowidochina | URS  | 1:55,46000 |
| 4     | Martina Kämpfert     | GDR  | 1:56,21000 |
| 5     | Hildegard Ullrich    | GDR  | 1:57,20000 |
| 6     | Jolanta Januchta     | POL  | 1:58,25000 |
| 7     | Nikolina Schterewa   | BUL  | 1:58,71000 |
| 8     | Gabriella Dorio      | ITA  | 1:59,12000 |

Finale am 27. Juli

### 1500 m
| Platz | Athletin              | Land | Zeit (min) |
| ----- | --------------------- | ---- | ---------- |
| 1     | Tatjana Kasankina     | URS  | 3:56,56 OR |
| 2     | Christiane Wartenberg | GDR  | 3:57,71000 |
| 3     | Nadija Olisarenko     | URS  | 3:59,52000 |
| 4     | Gabriella Dorio       | ITA  | 4:00,30000 |
| 5     | Ulrike Bruns          | GDR  | 4:00,62000 |
| 6     | Ljubow Smolka         | URS  | 4:01,25000 |
| 7     | Maricica Puică        | ROM  | 4:01,26000 |
| 8     | Ileana Silai          | ROM  | 4:02,98000 |

Finale am 1. August

### 100 m Hürden
| Platz | Athletin            | Land | Zeit (s) |
| ----- | ------------------- | ---- | -------- |
| 1     | Wera Komissowa      | URS  | 12,56 OR |
| 2     | Johanna Klier       | GDR  | 12,63000 |
| 3     | Lucyna Langer       | POL  | 12,65000 |
| 4     | Kerstin Claus       | GDR  | 12,66000 |
| 5     | Grażyna Rabsztyn    | POL  | 12,74000 |
| 6     | Irina Litowtschenko | URS  | 12,84000 |
| 7     | Bettine Gärtz       | GDR  | 12,93000 |
| 8     | Zofia Bielczyk      | POL  | 13,08000 |

Finale am 28. Juli
Wind: +0,91 m/s

### 4 × 100 m Staffel
| Platz | Land           | Athletinnen                                                         | Zeit (s) |
| ----- | -------------- | ------------------------------------------------------------------- | -------- |
| 1     | DDR            | Romy Müller Bärbel Wöckel Ingrid Auerswald Marlies Göhr             | 41,60 WR |
| 2     | Sowjetunion    | Wera Komissowa Ljudmila Maslakowa Wera Anissimowa Natalja Botschina | 42,10000 |
| 3     | Großbritannien | Heather Hunte Kathy Smallwood Beverley Goddard Sonia Lannaman       | 42,43000 |
| 4     | Bulgarien      | Sofka Popowa Liliana Panajotowa Marija Schischkowa Galina Penkowa   | 42,67000 |
| 5     | Frankreich     | Véronique Grandrieux Chantal Réga Raymonde Naigre Emma Sulter       | 42,84000 |
| 6     | Jamaika        | Leleith Hodges Jacqueline Pusey Rosie Allwood Merlene Ottey         | 43,19000 |
| 7     | Polen          | Lucyna Langer Elżbieta Stachurska Zofia Bielczyk Grażyna Rabsztyn   | 43,59000 |
| DNF   | Schweden       | Linda Haglund Lena Möller Ann-Louise Skoglund Helena Pihl           |          |

Finale am 1. August

### 4 × 400 m Staffel
| Platz | Land           | Athletinnen | Zeit (min) |
| ----- | -------------- | --- | ---------- |
| 1     | Sowjetunion    | Tetjana Prorotschenko Tatjana Goischtschik Nina Sjuskowa (Finale) Irina Nasarowa (Finale) im Vorlauf außerdem: Olga Minejewa Ljudmila Tschernowa | 3:20,12    |
| 2     | DDR            | Gabriele Löwe Barbara Krug Christina Lathan Marita Koch                                                                                          | 3:20,35    |
| 3     | Großbritannien | Linsey Macdonald Michelle Probert Joslyn Hoyte-Smith Donna Hartley                                                                               | 3:27,5     |
| 4     | Rumänien       | Ibolya Korodi Niculina Lazarciuc Maria Samungi Elena Tarita                                                                                      | 3:27,74    |
| 5     | Ungarn         | Irén Orosz-Árva Judit Forgács Éva Tóth (Finale) Ilona Pál im Vorlauf außerdem: Ibolya Petrika                                                    | 3:27,86    |
| 6     | Polen          | Grażyna Oliszewska Elżbieta Katolik Jolanta Januchta Małgorzata Dunecka                                                                          | 3:27,9     |
| 7     | Belgien        | Lea Alaerts Regine Berg Anne Michel Rosine Wallez                                                                                                | 3:31,6     |
| DNF   | Bulgarien      | Swobodka Damjanowa Rossiza Stamenowa Milena Andonowa Bonka Dimowa                                                                                |            |

Finale am 1. August

### Hochsprung
| Platz | Athletin            | Land | Höhe (m) |
| ----- | ------------------- | ---- | -------- |
| 1     | Sara Simeoni        | ITA  | 1,97 OR  |
| 2     | Urszula Kielan      | POL  | 1,94000  |
| 3     | Jutta Kirst         | GDR  | 1,94000  |
| 4     | Rosemarie Ackermann | GDR  | 1,91000  |
| 5     | Marina Syssojewa    | URS  | 1,91000  |
| 6     | Christine Stanton   | AUS  | 1,91000  |
| 6     | Andrea Reichstein   | GDR  | 1,91000  |
| 8     | Cornelia Popa       | ROM  | 1,88000  |

Finale am 26. Juli

### Weitsprung
| Platz | Athletin          | Land | Weite (m) |
| ----- | ----------------- | ---- | --------- |
| 1     | Tatjana Kolpakowa | URS  | 7,06 OR   |
| 2     | Brigitte Wujak    | GDR  | 7,04000   |
| 3     | Tetjana Skatschko | URS  | 7,01000   |
| 4     | Anna Włodarczyk   | POL  | 6,95000   |
| 5     | Sigrun Siegl      | GDR  | 6,87000   |
| 6     | Jarmila Nygrýnová | TCH  | 6,83000   |
| 7     | Sigrid Heimann    | GDR  | 6,71000   |
| 8     | Lidija Alfejewa   | URS  | 6,71000   |

Finale am 31. Juli

### Kugelstoßen
| Platz | Athletin                | Land | Weite (m) |
| ----- | ----------------------- | ---- | --------- |
| 1     | Ilona Slupianek         | GDR  | 22,41 OR  |
| 2     | Swetlana Kratschewskaja | URS  | 21,42000  |
| 3     | Margitta Pufe           | GDR  | 21,20000  |
| 4     | Nunu Abaschydse         | URS  | 21,15000  |
| 5     | Werschinija Wesselinowa | BUL  | 20,72000  |
| 6     | Elena Stojanowa         | BUL  | 20,22000  |
| 7     | Natalja Achrimenko      | URS  | 19,74000  |
| 8     | Ines Reichenbach        | GDR  | 19,66000  |

Finale am 24. Juli

### Diskuswurf
| Platz | Athletin          | Land | Weite (m) |
| ----- | ----------------- | ---- | --------- |
| 1     | Evelin Jahl       | GDR  | 69,96 OR  |
| 2     | Marija Petkowa    | BUL  | 67,90000  |
| 3     | Tatjana Lessowaja | URS  | 67,40000  |
| 4     | Gisela Beyer      | GDR  | 67,08000  |
| 5     | Margitta Pufe     | GDR  | 66,12000  |
| 6     | Florența Tacu     | ROM  | 64,38000  |
| 7     | Galina Murašova   | URS  | 63,84000  |
| 8     | Swetla Boschkowa  | BUL  | 63,14000  |

Finale am 1. August

### Speerwurf
| Platz | Athletin            | Land | Weite (m) |
| ----- | ------------------- | ---- | --------- |
| 1     | María Caridad Colón | CUB  | 68,40 OR  |
| 2     | Saida Gunba         | URS  | 67,76000  |
| 3     | Ute Hommola         | GDR  | 66,56000  |
| 4     | Ute Richter         | GDR  | 66,54000  |
| 5     | Iwanka Wantschewa   | BUL  | 65,38000  |
| 6     | Tatjana Birjulina   | URS  | 65,08000  |
| 7     | Éva Ráduly-Zörgő    | ROM  | 64,08000  |
| 8     | Ruth Fuchs          | GDR  | 63,94000  |

Finale am 25. Juli

### Fünfkampf

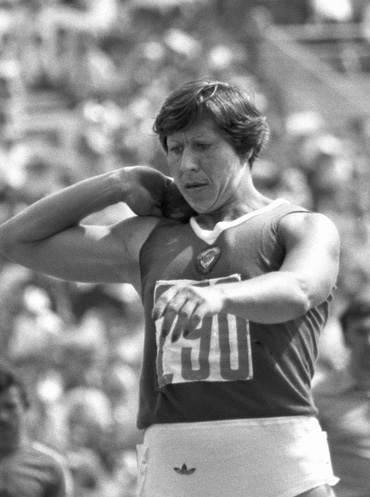
Mit der zuvor eigentlich lebenslang gesperrten Nadija Tkatschenko gab es eine sehr umstrittene Olympiasiegerin

| Platz | Athletin             | Land | P – offiz. Wert. | P – 80er Wert. |
| ----- | -------------------- | ---- | ---------------- | -------------- |
| 1     | Nadija Tkatschenko   | URS  | 5083 WR          | 5213           |
| 2     | Olga Rukawischnikowa | URS  | 4937000          | 5051           |
| 3     | Olga Kuragina        | URS  | 4875000          | 4964           |
| 4     | Ramona Neubert       | GDR  | 4698000          | 4750           |
| 5     | Margit Papp          | HUN  | 4562000          | 4584           |
| 6     | Burglinde Pollak     | GDR  | 4553000          | 4545           |
| 7     | Walentina Dimitrowa  | BUL  | 4458000          | 4439           |
| 8     | Emilija Kunowa       | BUL  | 4431000          | 4409           |

24. Juli
Der Wettbewerb fand unter sehr fragwürdigen Vorzeichen statt. Teilnehmen durfte die sowjetische Athletin Nadija Tkatschenko, die Olympiasiegerin wurde. Sie hatte zwei Jahre zuvor gegen die Antidopingbestimmungen verstoßen, war disqualifiziert und auf Lebenszeit gesperrt worden, wurde jedoch wieder begnadigt.
Gewertet wurde nach der 1977 neu eingeführten Punktetabelle. Das neue Wertungssystem war notwendig geworden, weil der vorher zum Fünfkampf gehörende 200-Meter-Lauf durch den 800-Meter-Lauf ersetzt worden war. Grund dafür war, den Vielseitigkeitscharakter dieses Mehrkampf noch mehr zu betonen. Zur besseren Einordnung der Leistung sind neben den offiziellen Punkten nach der Tabelle von 1977 die nach dem heutigen im Siebenkampf gültigen Wertungssystem von 1980 umgerechneten Punktzahlen mit angegeben. Nach dieser Tabelle hätte es in der Reihenfolge keine Veränderung gegeben. Diese Vergleiche sind natürlich nur Anhaltswerte, denn als Grundlage müssen die jeweils unterschiedlichen Maßstäbe der Zeit gelten.

## Videolinks
- Oh Sport! You Are Peace! 1980 Moscow Summer Olympics Official Film, 1981: Moscow, U.S.S.R., youtube.com, abgerufen am 23. Dezember 2017
- Video: Jahresrückblick 1980 - Olympische Spiele in Moskau, tagesschau.de, abgerufen am 23. Dezember 2017